# 플라지
플라지(Plazi)는 지속적이고 공개적으로 접근 가능한 디지털 생물분류학 문헌의 개발을 지원하고 촉진하는 스위스 기반의 국제 비영리 협회이다. 플라지는 생물다양성 문헌 저장소(Biodiversity Literature Repository)의 공동 창립자이며 제노도(Zenodo)에서 이 디지털 분류학 문헌 저장소를 유지 관리하여 트리트먼트뱅크(TreatmentBank) 서비스를 사용하여 분류학 출판물에서 변환된 FAIR 데이터에 대한 액세스를 제공하고 XML 형식 텍스펍(Taxpub)의 버전을 생성하여 제출된 분류학적 치료법을 향상시키며 과학적 담론과 데이터에 대한 공개적인 접근을 유지하는 것이 중요하다. 생물다양성 정보학 분야의 e-분류학 발전에 기여하고 있다.
이 접근 방식은 원래 미국 자연사 박물관과 카를스루에 대학교에 대한 양국 국립 과학 재단(NSF) 및 독일 연구 재단(DFG) 디지털 도서관 프로그램에서 개발되어 생물 정보의 내용을 모델링하는 XML 스키마를 생성했다. 체계적인 문헌. TaxonX 스키마는 반자동 편집기인 골든게이트(GoldenGATE)를 사용하여 레거시 출판물에 적용된다. 현재 상태에서 골든게이트는 문서를 의미적으로 향상된 문서로 렌더링하는 프로세스에 커뮤니티가 참여할 수 있도록 하는 복잡한 마크업 도구이다.
플라지는 GBIF(세계생물다양성정보기구)에서 수집한 TAPIR 서비스를 통해 출판된 분류학 문헌의 분포 기록에 액세스할 수 있는 방법을 개발했다. 마찬가지로, EOL(생명의 백과사전)과 같은 제3자가 처리 방법(종 및 상위 분류군에 대한 과학적 설명)을 수집할 수 있도록 SPM(종 페이지 모델) 전송 스키마가 구현되었다. 현재 다윈 코어 아카이브(Darwin Core Archives)는 치료 데이터를 세계생물다양성정보기구로 전송하는 데 사용되며 GBIF의 모든 데이터 세트 중 50%가 넘는 33,623개의 데이터 세트를 제공한다. 가능한 경우 GenBank, 학명을 위한 Hymenoptera Name Server 또는 동물명 등록소인 주뱅크(ZooBank)와 같은 외부 데이터베이스에 대한 링크를 통해 처리 기능이 향상된다.
플라지는 저작권법을 준수한다고 주장하며 분류학적 처리는 문학 및 예술 작품의 자격이 없다고 주장한다. 따라서 플라지는 이러한 저작물이 퍼블릭 도메인에 속하며 자유롭게 사용 및 배포될 수 있다고 주장한다(적절한 인용이 필요한 과학적 관행을 통해).